# Lobutua
Lobutua is een bestuurslaag in het regentschap Humbang Hasundutan van de provincie Noord-Sumatra, Indonesië. Lobutua telt 768 inwoners (volkstelling 2010).